# آنی فلور
آنی یا آنی فلور، نام واقعی ماری آنتوانت کیه، زاده ۲۸ نوامبر ۱۹۱۲ در کاهوس، بحش لو و درگذشته ۱۷ اوت ۱۹۸۵ در بولونی-بیانکور، خواننده و بازیگر فرانسوی بود.

## زندگی‌نامه
آنی فلور در حومه پاریس پیرفیت سور سن توسط والدینش بزرگ شد، مادرش کارگر مزرعه و پدرش کارگر کارخانه بود. او به عنوان یک خیاط در یک کارگاه خیاطی در پاریس شروع به کار کرد، سپس به یک ریزه کوچک اصلی و در نهایت یک مدل در Maggy Rouff تبدیل شد. در سال ۱۹۳۹، او در یکی از مسابقات خوانندگی متعددی که توسط رادیو سیته سازماندهی شده بود، شرکت کرد و موفقیت لوسین دلیل، Si petite را اجرا کرد، که ورود به کازینو پتی را برای او آسان کرد. او در سال ۱۹۴۰ در آنجا شروع کرد و در چند کاباره دیگر پاریس آواز خواند. پس از اولین رکورد ضبط شده در سال ۱۹۴۵ در کشور بلژیک برای لیبل Rythme، او قراردادی انحصاری با شرکت ضبط پته (شرکت فیلم‌سازی) امضا کرد که در تمام دوران حرفه ای خود به آن وفادار خواهد بود. او در کاباره و سالن موسیقی اجرا می‌کند و در برنامه‌های متعدد رادیویی شرکت می‌کند.
اولین آهنگ‌های او متعلق به شرکت ثبت واقعی است: La Fille du patron , Madame la شانس و Les Deux Rengaines که در سال ۱۹۴۶ متنی را کاور می‌کند که ادیت پیاف در سال ۱۹۴۴ خوانده بود. آهنگسازان و ترانه سرایان آن مارگریت مونو، دانیل وایت، ژاک لارو، هانری کانته …
او سبک خود را تغییر داد و یک رپرتوار جدید و کمتر تراژیک ساخته شد «والس‌های محبوب بدون درام یا دختران گمشده» (لالماند) که او را به یکی از نمایندگان اصلی میراث مردمی فرانسه با لوسین دلیل و ایوت ژیرو تبدیل می‌کند. والس چرخان با موفقیت روبرو می‌شود. پس از آن La Petite Arlésienne, Deux sous d'violettes, Paname, C'est la fault du vent, Entre Pigalle et Blanche یا حتی My sweet Valley. او به نویسندگان و آهنگسازان جوانی مانند Jacques Dutailly یا روبر لامورو (نویسنده اشعار La Petite Arlésienne) اعتماد دارد.
او به عنوان مادرخوانده Racing Club de Paris (در آن زمان معتبرترین تیم فوتبال در فرانسه) انتخاب شد که برای آن La Chanson du Racing را ضبط کرد. او همچنین مادرخوانده بوکسور رابرت ویلمین است که آهنگ Mon Champion خود را به او تقدیم می‌کند. او به مناسبت شش روز پاریس در Vélodrome d'Hiver آواز خواهد خواند و در رویدادهای متعددی در سراسر فرانسه برای جلال سرزمین مادری خود Quercy شرکت می‌کند. آنی فلور از سال ۱۹۵۱ به این حرفه موسیقی اضافه کرد که در آثار سینمایی مانند Deux sous de violets , La Fête à Henriette (اعتبار فیلم) یا حتی Ce coquin d'Anatole , Les Deux Monsieurs de Madame و Méfiez- you به این حرفه موسیقی اضافه شد. بلوند جایی که او نقش خواننده را بازی می‌کند. فلور همچنین خالق آهنگ فیلم Deux sous de violets (۱۹۵۱) است که متن آن توسط ژان آنویله و موسیقی توسط ژرژ ون پاریس نوشته شده است. این آهنگ به آهنگ مورد علاقه او تبدیل شد که بعدها توسط آرلتی پوشش داده شد.
از سال ۱۹۵۵، او یک سری ۹ ال پی با عنوان دفترچه آهنگ‌های من را منتشر کرد، با اشاره به دفترچه ای که در نوجوانی متن ترانه‌های برته سیلوا را در آن می‌نوشت و در آنجا موفقیت‌های آغاز قرن را اجرا کرد. از بنش و دومونت ، وینسنت اسکوتو، دانیدرف، گاستون گاباروشه. این رپرتوار به او اجازه می‌دهد که به تور و ضبط ادامه دهد و در برابر موج yéyé مقاومت کند. ; او در چندین سالن موسیقی پاریس می‌نوازد: پاکرا، الحمرا، مولن روژ. در سال ۱۹۵۸ جایزه بین‌المللی آهنگ فرانسوی را در مونت کارلو با Entre Pigalle et Blanche دریافت کرد که توسط پاتاشو پوشش داده شد.
او پس از شرکت در چندین برنامه پخش La Chance aux mots، در سال ۱۹۸۴ از آنجا خداحافظی کرد و سپس از سرطان رنج می‌برد و در ۱۷ اوت ۱۹۸۵ و در قبرستان لوپیاک لو) به خاک سپرده شد.
آنی فلور یک دختر و چهار نوه داشت.

## دیسکوگرافی

### سری کتاب ترانه‌های من
اطلاعات ارائه شده از کاتالوگ روی جلد (پشت) دیسک‌های n ۱ و n ۶، این دیسک‌ها در فهرست آنلاین کتابخانه ملی فرانسه فهرست نشده‌اند؛ اضافه شده بر نویسندگان و آهنگسازان فعلی.

#### کتاب ترانه n 1 1955 (Pathé-Marconi AT۱۰۷۲)، ارکستر به رهبری ژاک سیمونو
- قلب لیلاس، کلمات ارنست دومون، موسیقی فردیناند-لوئیس بنش
- روح رز: والس هندو، کلمات سوزان کوئنتین، موسیقی رنه دو بوکسویل
- Le Grand Rouquin، کلام و موسیقی Benech and Dumont
- کوچولوهایی که آشیانه ندارند، کلمات ارنست دومون، موسیقی فردیناند لوئیس بنک
- شب‌های چین، کلمات ارنست دومون، موسیقی فردیناند لوئیس بنش
- زن با جواهرات، کلام و موسیقی بنش و دومونت
- Les Papillons de Nuit، اشعار چارلز آلبرت آبادی، موسیقی گاستون گاباروش
- Du gris، کلمات Ernest Dumont، موسیقی فردیناند-لوئیس بنک
- مردان را دیوانه نکن، کلمات ارنست دومون، موسیقی فردیناند لوئیس بنک
- مامان یک ستاره، کلام و موسیقی بنش و دومونت است

#### کتاب ترانه n 2 1956 (Pathé-Marconi AT۱۰۷۹)، ارکستر به رهبری امیل دکوتی
- در باغ‌های الحمرا، کلمات ارنست دومون، موسیقی فردیناند لوئیس بنک
- اگر با یک بلوند ملاقات کردید، کلمات ارنست دومون، موسیقی فردیناند لوئیس بنش
- عروسک‌ها
- کاپریس، کلمات ارنست دومون، موسیقی فردیناند لوئیس بنک
- دولوروسا، کلمات ارنست دومون، موسیقی فردیناند-لوئیس بنک
- گرگ‌ها، کلمات سوزان کوئنتین، موسیقی رنه دو بوکسویل وجود دارد
- Fleur de Misère، کلمات لئون استوله و پل هالدی، موسیقی امیل اسپنسر
- Le Tango de Manon، کلمات Émile Gilbert، موسیقی فرناند هاینتز
- دوست دارید گریه ام را ببینید، کلمات ارنست دومون، موسیقی فردیناند لوئیس بنش
- پاریس من، کلمات لوسین بویر، موسیقی وینسنت اسکوتو و ژان بویر

#### کتاب ترانه n 3 (Pathé-Marconi AT۱۱۰۳)
- در سواحل ریویرا
- Mimosette
- گل رز سفید
- دو سکه بنفش
- زازا
- کی یاس سفید دوباره شکوفا می‌شود؟
- L'Hirondelle du faubourg، کلام و موسیقی Bénech and Dumont
- اگه بدونی چقدر دوستت دارم
- نوازش‌های من
- چشمای قشنگت رو ببند

#### کتاب ترانه n 4 (Pathé-Marconi AT۱۱۲۰)
- سوزن‌ها را متوقف کنید
- زن با گل رز
- جوجو، کلمات ارنست دومون، موسیقی فردیناند لوئیس بنک
- بادکنک قرمز کوچک
- روح ویولن‌ها
- ما هر روز بیست ساله نیستیم
- اسباب بازی
- تانگو واربلر
- قلب اراذل و اوباش
- ظروف سفالی ترمیم می‌شوند

#### کتاب ترانه n 5 (Pathé-Marconi AT۱۱۲۵)
- آسیاب سوزت
- شور
- ستاره ملوان، کلمات ارنست دومون، موسیقی فردیناند لوئیس بنش
- من فقط یک عشق دارم، آن تو هستی
- دست و پا چلفتی قدیمی من
- لیسون، لیست
- آخرین تانگو
- آهنگ چشمان بسته
- آسیاب استاد ژان
- فاخته !

#### کتاب ترانه n 6 (Pathé-Marconi ST۱۱۴۶)، ارکستر به رهبری ژرژ آلو
- افسانه امواج آبی، متن آهنگ آر. Le Peltier، موسیقی توسط هانری کریستین و دالبرت
- همه جا گروه‌های جاز هستند
- شارمین
- یکشنبه تاریک
- بیا والس
- روزالی… رفته است
- La P'tite Lilie، آهنگ واقعی، کلمات فردیناند-لوئیس بنک، موسیقی Eugène Gavel (۱۹۱۱)
- قطار مرگبار
- تانگوی ماریلو
- پیاده‌روی پیروت‌های کوچک

## فیلم‌شناسی
او موسیقی متن فیلم‌های متعددی را اجرا می‌کند و در تولیدات دیگر نیز نقش خواننده را ایفا می‌کند 
،:
- ۱۹۵۰: Beware of Blondes اثر آندره هانبل
- ۱۹۵۱: The Two Monsieurs de Madame اثر رابرت بیبال
- ۱۹۵۱: دو سو از بنفشه اثر ژان انویله
- ۱۹۵۲: This Rascal of Anatole اثر Émile Couzinet
- ۱۹۵۲: مهمانی هنریت اثر جولین دوویویر

## ادای احترام
از نوامبر ۲۰۲۲، مکانی در ۱۷ منطقه پاریس به افتخار او نامگذاری شده است. نام آن به ایستگاه خط ۳b تراموای Île-de-France داده شده است که در سال ۲۰۲۴ در نزدیکی این میدان به روی ترافیک باز شد.